# Lovers' Kiss
Lover's Kiss è un film del 2003 diretto da Ataru Oikawa.
Il soggetto si basa sul manga omonimo creato da Akimi Yoshida. La storia tratta le vicende di sei giovani ragazzi, tre maschi e tre femmine; temi principali l'omosessualità e i traumi sessuali.

## Personaggi
Rikako Kawana, interpretata da Aya Hirayama
A causa d'un trauma infantile causatole dalle molestie subite da un insegnante, diventa sempre più fredda e distaccata dalla realtà, confondendo al contempo i sentimenti d'amore col semplice sesso. Il suo incontro con Tomoaki avrà un'importanza enorme nella sua maturazione emotiva.
Tomoaki Fuji, interpretato da Hiroki Narimiya
Famoso per esser considerato da tutti come il Don Giovanni della scuola; sembra sia stato coinvolto nell'aborto di una ragazza da lui messa incinta. Forse però, sotto le apparenze, la sua non è una vita così felice come sembra.
Miki Ozaki, interpretata da Mikako Ichikawa
Miglior amica di Mikako e sua compagna di classe; s'è innamorata a prima vista della ragazza appena l'ha veduta ed ascoltata suonare un pezzo al pianoforte. 
Eriko Kawana, interpretata da Aoi Miyazaki
Sorella minore di Rikako; innamorata di Miki, è pertanto gelosa della sorella; è compagna di classe di Atsushi.
Takao Sagisawa, interpretato da Yūma Ishigaki
Innamorato di Tomoaki, conosce il dolore segreto dell'amico.
Atsushi Ogata, interpretato da Shinnosuke Abe
Si è innamorato di Takao a prima vista e da allora cerca disperatamente di conquistarlo.
Misako Fuji, interpretata da Naomi Nishida
Zia di Tomoaki
Junko Fuji, interpretato da Chikako Aoyama
Madre di Tomoaki